# Теплицкий, Леонид Самойлович
Леонид Самойлович (Элиезер Шулимович) Теплицкий (5 декабря 1898, Одесса, Херсонская губерния — 2 ноября 1947, Москва) — советский архитектор. Автор проекта станции «Арбатская» Московского метрополитена.

## Биография

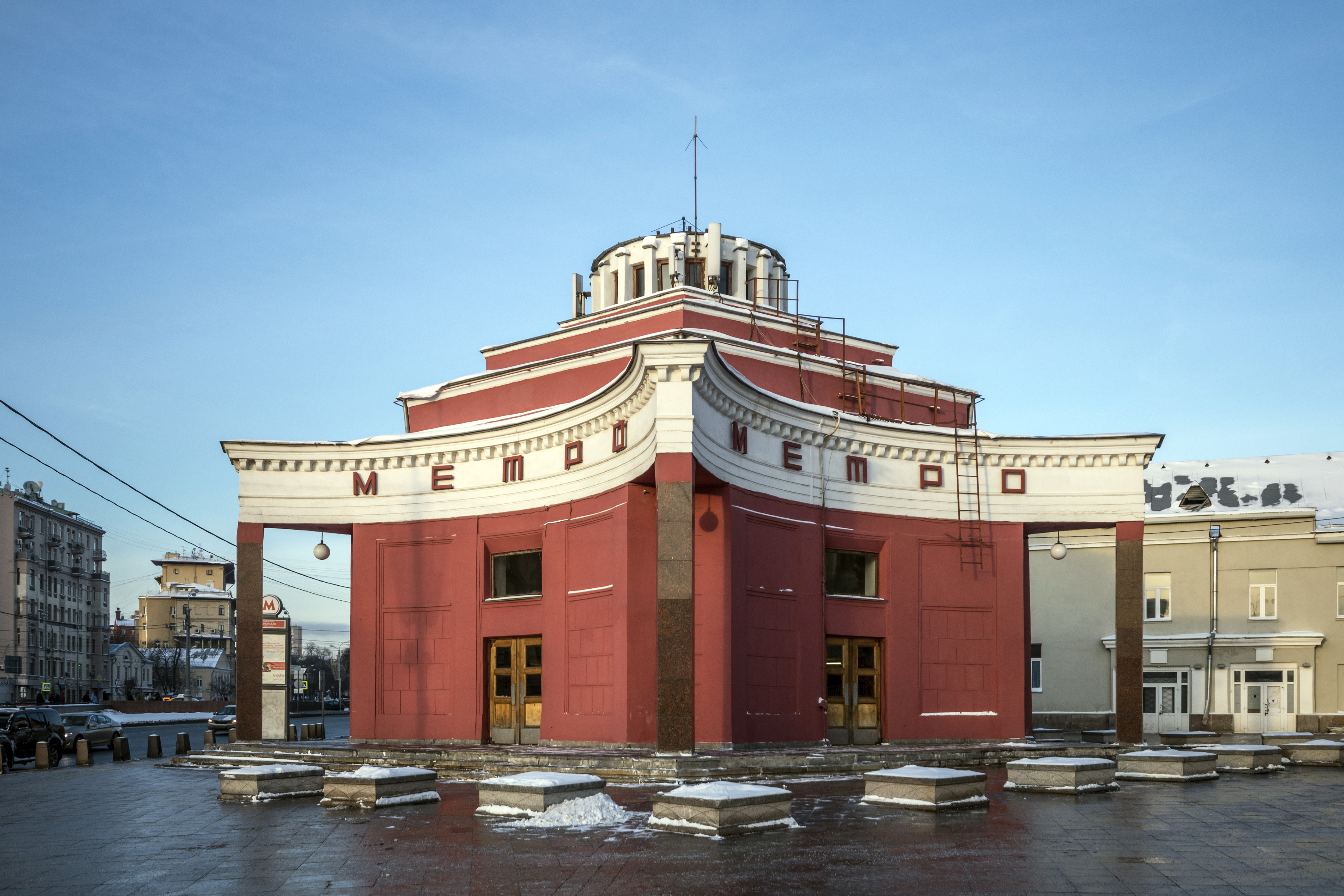
Наземный вестибюль метро «Арбатская»

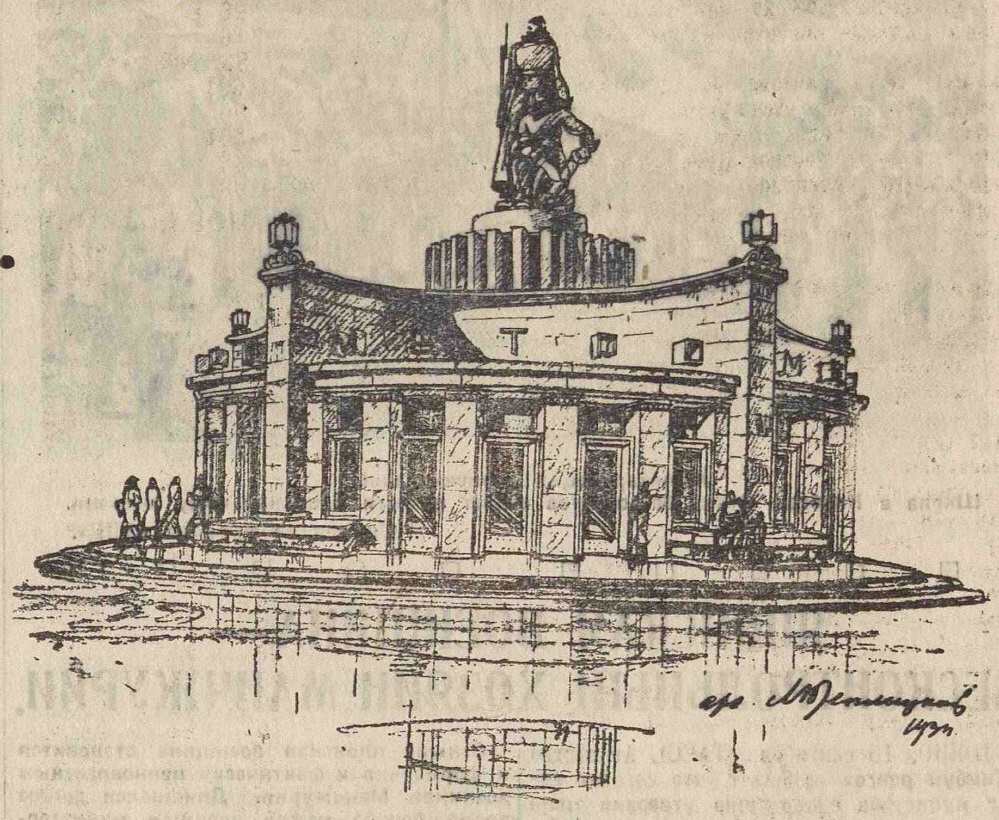
Наземный вестибюль метро «Арбатская».
Рисунок 1934 года.

Родился 5 декабря 1898 года в Одессе. В 1916 году окончил коммерческое училище в Одессе. В 1922 году окончил Высшее художественное училище в Одессе. В 1925 году окончил московский ВХУТЕМАС. В 1938 году окончил факультет архитектурного усовершенствования Академии архитектуры СССР.
Работал в мастерской № 2 Моссовета под руководством А. В. Щусева. Занимал должность и. о. директора НИИ художественной промышленности Комитета по делам архитектуры Академии архитектуры СССР.
Среди его проектов павильоны ВСХВ и парка Горького, жилые и промышленные сооружения, Дворец Труда, памятники, Дом Союзов, полпредство СССР в Бухаресте и другие (всего около 60 проектов). Принимал участие в конкурсе на проект станции «Арбатская» 1-й очереди Московского метрополитена. По его проекту был выстроен наземный вестибюль станции «Арбатская», выполненный в форме пятиконечной звезды.
Член Союза архитекторов СССР с 1935 года. Председатель секции художественной промышленности Союза архитекторов.
Жил в Москве по адресам: Новая Басманная улица, 10 (1-я половина 1930-х); Чкаловская улица, 14/16 (2-я половина 1930-х). Умер в Москве 2 ноября 1947 года.

## Награды
- Почётная грамота ЦИК СССР (1935) — за строительство 1-й очереди Московского метрополитена[7][2]
- Почётный знак Моссовета[2]